# Hannocourt
 Hannocourt  es una población y comuna francesa, en la región de Lorena, departamento de Mosela, en el distrito de Château-Salins y cantón de Delme.

## Demografía
| 29 | 22 | 22 | 16 | 17 | 19 |
| Para los censos de 1962 a 1999 la población legal corresponde a la población sin duplicidades (Fuente: INSEE [Consultar]) |    |    |    |    |    |